# Scyphocephalium ochocoa
Scyphocephalium ochocoa là một loài thực vật có hoa trong họ Myristicaceae. Loài này được Warb. miêu tả khoa học đầu tiên.